# 6. група хемијских елемената
| Група   | 6      |
| Периода |        |
| 4       | 24 Cr  |
| 5       | 42 Mo  |
| 6       | 74 W   |
| 7       | 106 Sg |
|         |        |

6. група хемијских елемената је једна од 18 група у периодном систему елемената. У овој групи се налазе: хром, молибден, волфрам, и сиборгијум. Сва четири елемента ове групе су прелазни метали. хром, молибден, волфрам се јављају у природи а сиборгијум је вештачки добијен. Атомске масе ових елемената крећу се између 52 и 266,1. Ова група носи назив и VIB група хемијских елемената.
Електронска конфигурација ових елемената не прати јединствени тренд, иако најудаљеније шкољке корелирају са трендовима у хемијском понашању:
|     | Елемент    | Бр. електрона/љуска     |
| --- | ---------- | ----------------------- |
| 24  | хром       | 2, 8, 13, 1             |
| 42  | молибден   | 2, 8, 18, 13, 1         |
| 74  | волфрам    | 2, 8, 18, 32, 12, 2     |
| 106 | сиборгијум | 2, 8, 18, 32, 32, 12, 2 |

„Група 6“ је нови IUPAC назив за ову групу; стари стилски назив је био „група VIB“ у старом САД систему (CAS) или „група VIA“ у европском систему (стари IUPAC). Група 6 се не сме мешати са групом са старим групним укрштеним називима VIA (САД систем, CAS) или VIB (европски систем, стари IUPAC). Та група се сада зове група 16.

## Историја

### Открића
Хром је први пут описан 26. јула 1761. године, када је Јохан Готлоб Леман пронашао наранџасто-црвени минерал у рудницима Берјозовскоје на Уралским планинама у Русији, који је назвао „сибирско црвено олово“, за који је утврђено за мање од 10 година да је светло жути пигмент. Иако је погрешно идентификован као олово са компонентама селена и гвожђа, минерал је био крокоит са формулом PbCrO4. Проучавајући минерал 1797. године, Луј Никола Воклен је произвео хром триоксид мешањем крокоита са хлороводоничном киселином, а метални хром загревањем оксида у пећи на ћумур годину дана касније. Такође је био у стању да открије трагове хрома у драгом камењу, као што су рубин или смарагд.
Молибденит — главна руда из које се молибден сада вади — раније је био познат као молибден, који се мешао и често примењивао као да је графит. Као и графит, молибденит се може користити за зацрњивање површине или као чврсто мазиво. Чак и када се молибден разликовао од графита, још увек се мешао са галенитом (обичном оловном рудом), која је добила име од старогрчког Μόλυβδος molybdos, што значи олово. Тек 1778. шведски хемичар Карл Вилхелм Шеле је показао да молибден није ни графит ни олово. Он и други хемичари су тада исправно претпоставили да је то руда посебног новог елемента, названог молибден по минералу у коме је откривен. Петер Јакоб Хјелм је успешно изоловао молибден коришћењем угљеника и ланеног уља 1781. године.
Што се тиче волфрама, 1781. Карл Вилхелм Шеле је открио да се нова киселина, волфрамова киселина, може направити од шелита (у то време названог волфрам). Шеле и Торберн Бергман су сугерисали да би било могуће добити нови метал редукцијом ове киселине. Године 1783, Хозе и Фаусто Елхујар су пронашли киселину направљену од волфрамита која је била идентична волфрамској киселини. Касније те године, у Шпанији, браћа су успела да изолују волфрам редукцијом ове киселине угљем, и они су заслужни за откриће елемента.
Сиборгијум је први произвео тим научника предвођен Албертом Гиорсом који је радио у Лабораторији Ловренс Беркли у Берклију, Калифорнија, 1974. Они су створили сиборгијум бомбардовањем атома калифорнијума-249 јонима кисеоника-18 док није произведен сиборгијум-263.

### Историјски развој и употреба
Током 1800-их, хром се првенствено користио као компонента боја и соли за штављење. У почетку је крокоит из Русије био главни извор, али 1827. године откривено је веће лежиште хромита у близини Балтимора у Сједињеним Државама. Ово је учинило Сједињене Државе највећим произвођачем производа од хрома до 1848. године када су пронађена велика налазишта хромита у близини Бурсе, Турска. Хром је коришћен за галванизацију још 1848. године, али је ова употреба постала широко распрострањена тек са развојем побољшаног процеса 1924. године.
Током једног века након изолације, молибден није имао индустријску употребу, због своје релативне оскудице, тешкоћа екстракције чистог метала и незрелости металуршког потпоља. Ране легуре молибденског челика су показале обећавајућа својства у погледу своје повећане тврдоће, али су напори били ометени недоследним резултатима и тенденцијом кртости и рекристализације. Године 1906. Вилијам Д. Кулиџ је поднео патент за претварање молибдена у дуктилни облик, што је довело до његове употребе као грејног елемента за пећи на високим температурама и као носача за сијалице са волфрамовим влакнима; формирање и деградација оксида захтевају да се молибден буде физички затворен или да се држи у инертном гасу. Године 1913, Франк Е. Елмор је развио процес флотације за добијање молибденита из руда; флотација остаје примарни процес изолације. Током Првог светског рата, потражња за молибденом је порасла; кориштен је и у оклопу и као замена за волфрам у брзорезним челицима. Неки британски тенкови су били заштићени са 75  (3 ) манганским челичним облогама, али се то показало неефикасним. Челичне плоче од мангана су замењене 25  (1 )) челичном плочом од молибдена која омогућава већу брзину, већу маневарску способност и бољу заштиту. Након рата, потражња је опала све док металуршки напредак није омогућио екстензивни развој мирнодопских апликација. У Другом светском рату, молибден је поново имао стратешки значај као замена за волфрам у челичним легурама.
У Другом светском рату, волфрам је играо значајну улогу у позадинским политичким пословима. Португалија, као главни европски извор елемента, била је под притиском са обе стране, због налазишта руде волфрамита у Панаскеири. Отпорност волфрама на високе температуре и ојачање легура учинили су га важном сировином за индустрију оружја.

## Хемија
За разлику од других група, чланови ове породице не показују обрасце у својој електронској конфигурацији, пошто су два лакша члана групе изузеци од Ауфбау принципа:
|     | Елемент    | Нумерички Боров модел   |
| --- | ---------- | ----------------------- |
| 24  | хром       | 2, 8, 13, 1             |
| 42  | молибден   | 2, 8, 18, 13, 1         |
| 74  | волфрам    | 2, 8, 18, 32, 12, 2     |
| 106 | сиборгијум | 2, 8, 18, 32, 32, 12, 2 |

Већина хемије је развијен само за прва три члана групе. Хемија сиборгијума није добро утврђена и стога се остатак одељка бави само његовим горњим суседима у периодном систему. Елементи у овој групи, попут оних из група 7—11, имају високе тачке топљења и формирају испарљива једињења у вишим оксидационим стањима. Сви елементи ове групе су релативно нереактивни метали са високим тачкама топљења (1907 °, 2477 °, 3422 °); волфрамова је највиша од свих метала. Метали формирају једињења у различитим оксидационим стањима: хром формира једињења у свим стањима од -2 до +6: динатријум пентакарбонилхромат, динатријум декакарбонилдихромат, бис(бензен)хром, трикалијум пентанитроцијанохромат, хром() хлорид, хром(III) оксид, хром() хлорид, калијум тетрапероксохромат(V) и хром(VI) дихлорид диоксид; исто важи и за молибден и волфрам, али стабилност +6 стања расте низ групу. У зависности од оксидационог стања, једињења су базна, амфотерна или кисела; киселост расте са оксидационим стањем метала.